# Антимонид лантана
Антимонид лантана — бинарное неорганическое соединение
лантана и сурьмы с формулой LaSb,
кристаллы.

## Получение
- Нагревание чистых веществ в вакууме:

{\displaystyle {\mathsf {La+Sb\ {\xrightarrow {1540^{o}C}}\ LaSb}}}

## Физические свойства
Антимонид лантана образует кристаллы
кубической сингонии,
пространственная группа F m3m,
параметры ячейки a = 0,6488 нм.